# Variovorax paradoxus
Espèce
Variovorax paradoxus est une bactérie à Gram négatif appartenant au genre Variovorax du phylum des Proteobacteria. Elle a été reclassifiée dans le genre Variovorax par Willems et ses collaborateurs en 1991 et était auparavant désignée sous le nom de Alcaligenes paradoxus.  
Les souches de V. paradoxus peuvent être catégorisées en deux groupes : les oxydants d'hydrogène et les souches hétérotrophes, les deux étant aérobies. 

## Étymologie[1]
Le nom de l'espèce paradoxus est issu du préfixe grec para- qui signifie "contraire à" et du nom grec doxa qui signifie "opinion" ; ainsi le nom paradoxus, "contraire à ce qui est attendu", se réfère au métabolisme organotrophe et également chimiolithotrophe facultatif de cet organisme. Ce nom d'espèce fait également redondance avec le nom de genre Variovorax ("divers-vorace"), qui signifie "dévorant des substrats variés". Ces deux noms reflètent la dichotomie des métabolismes de l'espèce, mais aussi sa capacité à utiliser une large gamme de substrats organiques.

## Morphologie et physiologie
Les cellules de Variovorax paradoxus ont une forme de bâtonnet courbé, de taille moyenne 0,3-0,6 {\displaystyle \times } 0,7-3,0 µm et se trouvent généralement en cellules individuelles ou en paires. Généralement, les cellules possèdent de 1 à 3 flagelles péritriches dégénérés. Les colonies de V. paradoxus ont une couleur jaune-vert, due à la production de pigments caroténoïdes, et ont souvent un éclat iridescent. La forme des colonies est habituellement convexe, ronde et lisse, mais peut aussi montrer des bords plats et ondulés. V. paradoxus a une croissance optimale à 30 °C dans la plupart des milieux de culture, dont le M9-glucose. Sur des plaques d'agar nutritif et d'agar M9-glucose, les colonies prennent 24 à 48 h pour grossir de quelques millimètres.
Le pantothénate constitue la source de carbone caractéristique utilisée par V. paradoxus ; c'est l'utilisation de cette seule source de carbone qui a mené à l'isolation de la première souche connue de V. paradoxus. Des polyhydroxyalcanoates (PHA), dont le poly-3-hydroxybutyrate (3-PHB), sont stockés à l'intérieur des cellules de cette bactérie lorsque le carbone est abondant et que les autres facteurs environnementaux limitent la croissance,,.

## Génome
Les génomes de quatre souches de Variovorax paradoxus ont été séquencés : S110, EPS, B4 et TBEA6. La souche S110 a été isolée de l'intérieur d'une plante de pomme de terre et a été identifiée comme pouvant dégrader les N-acyl homosérines-lactones (AHL). Cette souche a deux chromosomes (de respectivement 5,63 et 1,13 Mb), un taux de GC de 67,4% et un nombre prédit de 6 279 cadres ouverts de lecture (ORF). La souche EPS a été isolée d'une communauté microbienne de la rhizosphère du tournesol (Helianthus annuus), et on l'a étudiée initialement pour sa motilité. Elle possède un chromosome (6,65 Mb), un taux de GC de 66,48% et un total de 6 008 gènes identifiés. Les génomes des souches B4 et TBEA6 ont été séquencés avec un intérêt spécifique pour mieux comprendre les capacités des souches à dégrader respectivement le mercaptosuccinate et le 3,3-thiodipropanoate,.

## Occurrence
Bactérie ubiquitaire, Variovorax paradoxus a été isolée depuis une large gamme d'environnements dont le sol,, la rhizosphère de plusieurs espèces de plantes,,, l'eau potable, les eaux souterraines, les suintements de fer d'eau douce, les dépôts de ferromanganèse des écosystèmes de cavernes carbonatées, les sédiments marins profonds, les déblais de mines d'argent, l'eau de drainage de mine d'argent-arsénopyrite, le lixiviat de pneus en caoutchouc et la neige de surface. Variovorax paradoxus est particulièrement abondante dans de nombreux environnements qui sont contaminés avec des composés organiques récalcitrants ou des métaux lourds. Elle est également communément trouvée dans les communautés microbiennes des rhizosphères de plantes et constitue une bactérie favorisant la croissance des plantes bien connue des chercheurs. C'est dans ces deux types d'environnements que V. paradoxus a été le plus intensément étudiée.

## Rôle dans l'environnement
Les diverses capacités métaboliques de Variovorax paradoxus lui permettent de dégrader une large gamme de polluants organiques persistants tels que le 2,4-dinitrotoluène, les polycarbonates aliphatiques et les polychlorobiphényles. On a suggéré des applications en biotechnologies pour ses capacités à la fois cataboliques et anaboliques, comme neutraliser ou dégrader des polluants dans des sites contaminés.
Le rôle de V. paradoxus dans la rhizosphère des racines de plantes et dans le sol environnant a été étudié chez plusieurs espèces de plantes, ce qui a impliqué des mécanismes favorisant la croissance tels que la réduction du stress chez les plantes, l'augmentation de la disponibilité en nutriments et l'inhibition de la croissance de pathogènes de plantes ; plusieurs de ces mécanismes sont liés aux capacités cataboliques de l'espèce. Dans la rhizosphère des pois cultivés (Pisum sativum), on a montré que V. paradoxus peut accroître à la fois la croissance et le rendement en dégradant la molécule précurseure de l'éthylène appelée 1-aminocyclopropane-1-carboxylate (ACC), en sécrétant une ACC désaminase. Les souches de V. paradoxus ont été également identifiées comme pouvant dégrader les AHL, qui sont des molécules microbiennes de transduction du signal impliquées dans le quorum sensing. On a émis l'hypothèse que cette capacité pouvait fournir à la plante-hôte une protection contre des infections par des pathogènes, via le quorum quenching qui réduit la virulence des souches pathogènes présentes.
V. paradoxus est impliquée dans le recyclage de nombreux éléments inorganiques dont l'arsenic,, le soufre, le manganèse, et des éléments terrestres rares, dans une variété d'environnements de sols, d'eaux douces et géologiques. Dans le cas de l'arsenic, on pense que l'oxydation par cette bactérie de l'As(III) en As(IV) constitue un mécanisme de détoxification. V. paradoxus a été trouvée dans une variété d'environnements rocheux dont les cavernes carbonées, les déblais de mines et les sédiments marins profonds, mais le rôle de cet organisme au sein de ces environnements est largement sous-étudié,,. L'espèce est également tolérante à un large nombre de métaux lourds comme le cadmium, le chrome, le cobalt, le cuivre, le plomb, le mercure, le nickel, l'argent et le zinc, à des concentrations de l'ordre du mM. Malgré tout, on connaît peu de choses sur les adaptations physiologiques que la bactérie utilise pour avoir cette tolérance. Le génome séquencé de la souche endophyte S110 donne certains indices à propos de cette tolérance aux métaux en identifiant une machinerie moléculaire-clé prenant en charge les métaux comme le complexe arsenic réductase ArsRBC, les ATPases de type P1 transporteuses de métaux et un système d'efflux antiporteur chimioosmotique similaire au complexe CzcCBA de Cupriavidus metallidurans. Les espèces de Cupriavidus, comme C. metallidurans, sont bien caractérisées dans le domaine des interactions microbe-métal, et appartiennent au même ordre (Burkholderiales) que Variovorax paradoxus. Les deux espèces C. necator et C. metallidurans (lorsqu'elle n'étaient pas distinguées comme deux espèces différentes) étaient originellement classifiées dans le genre Alcaligenes avec V. paradoxus (Alcaligenes eutrophus et Alcaligenes paradoxus),. Cette relation avec d'autres espèces résistantes aux métaux lourds peut aider à expliquer en partie l'histoire évolutive de la tolérance aux métaux de V. paradoxus.

## Motilité et formation de biofilms
On a montré que la souche EPS de V. variovorax était capable d'essaimer et de former des biofilms,. Jamieson et ses collaborateurs ont démontré que modifier les sources de carbone et d'azote fournies par l'agar des essaims entraînait une variation de la taille et de la morphologie de la colonie des essaims. Des études de mutagénèse ont révélé que la capacité de V. paradoxus à essaimer est largement dépendante d'un gène impliqué dans la production de surfactant, un composant de pili de type IV, et un système ShkRS à deux composants. Des biofilms denses de V. paradoxus peuvent être cultivés en milieu M9 avec des sources de carbone incluant le d-sorbitol, le glucose, l'acide malique, le mannitol et le saccharose, et les acides casamino. On a supposé que la production d'exopolysaccharide était un facteur de contrôle dans la formation de biofilm. Les biofilms de V. paradoxus ont une morphologie en nid d'abeilles, de même que beaucoup d'autres espèces de bactéries formant des biofilms.